# 克拉里塔斯峭壁
克拉里塔斯峭壁（Claritas Rupes）是火星凤凰湖区位于南纬26度、西纬105.4度处的一段断崖，长约924公里，其名称取自南纬25度、西经110度处的反照率特征，1991年被国际天文学联合会批准接受。
克拉里塔斯峭壁是火星表面地质断层名，它构成了塔尔西斯区的东侧边界。该地区包含有太阳系中一些最大的火山，包括著名的奥林帕斯山，它的高度约为珠穆朗玛峰的三倍。克拉里塔斯峭壁从諾克提斯迷宫的西侧边缘向南延伸，将代达利亚高原和太阳高原的火山流分开。
克拉里塔斯在拉丁语中为光彩或辉煌之意，而“峭壁“（Rupes）一词是指悬崖（cliff），在行星地质学中用来指火星和其他行星上的断崖或陡崖。

## 图集

热辐射成像系统拍摄的克拉里塔斯峭壁白昼图像。
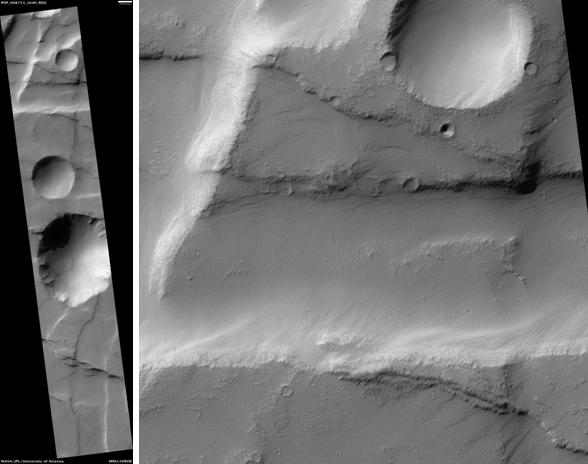
高分辨率成像科学设备显示的克拉里塔斯峭壁，点击图片可查看地层，比例尺长1000米。